# Onthophagus rupicapra
Onthophagus rupicapra là một loài bọ cánh cứng trong họ Bọ hung (Scarabaeidae).